# مارکو پاشلیچ
مارکو پاشلیچ (انگلیسی: Marco Pašalić؛ زادهٔ ۱۴ سپتامبر ۲۰۰۰) بازیکن فوتبال است.
وی همچنین در تیم ملی فوتبال زیر ۱۷ سال کرواسی بازی کرده‌است.